# Ennemond Alexandre Petitot

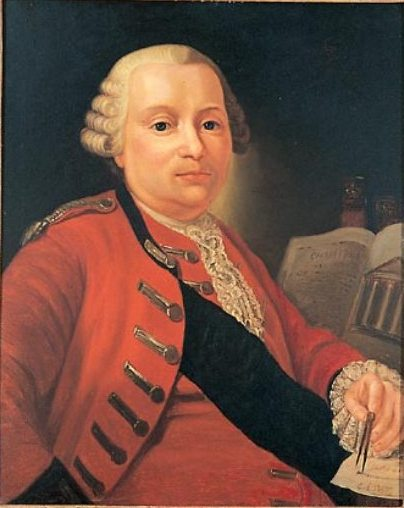
Ennemond Alexandre Petitot, gemalt von Filippo Gabbi (1891–1944) nach einem Original von Laurent Pécheux (1729–1821), 1765

Ennemond Alexandre Petitot, auch Ennemondo Alessandro Petitot (* 17. Februar 1727 in Lyon, Frankreich; † 3. Februar 1801 in Marore bei Parma), war ein französischer Architekt des Klassizismus im Herzogtum Parma.

## Leben
Petitot war ein Kind des Lyoner Kaufmanns und Regierungssekretärs Simon Petitot (1682–1746) und dessen Ehefrau Catherine Blanchet (* 1689). Nachdem er in seiner Vaterstadt zunächst in ein Jesuitenkolleg eingetreten war und in einem Seminar Kurse in Philosophie und Physik besucht hatte, folgte er seiner Neigung zum Zeichnen. Im Jahr 1741 wurde er Mitarbeiter des Architekten Jacques-Germain Soufflot, der ihm nach einigen Monaten riet, in Paris an der Académie royale d’architecture zu studieren. Dort wurde Denis Jossenay (1685–1748) sein Lehrer. 1745 gewann er an der Akademie mit dem Entwurf eines Leuchtturms den Architekturpreis des Prix de Rome.

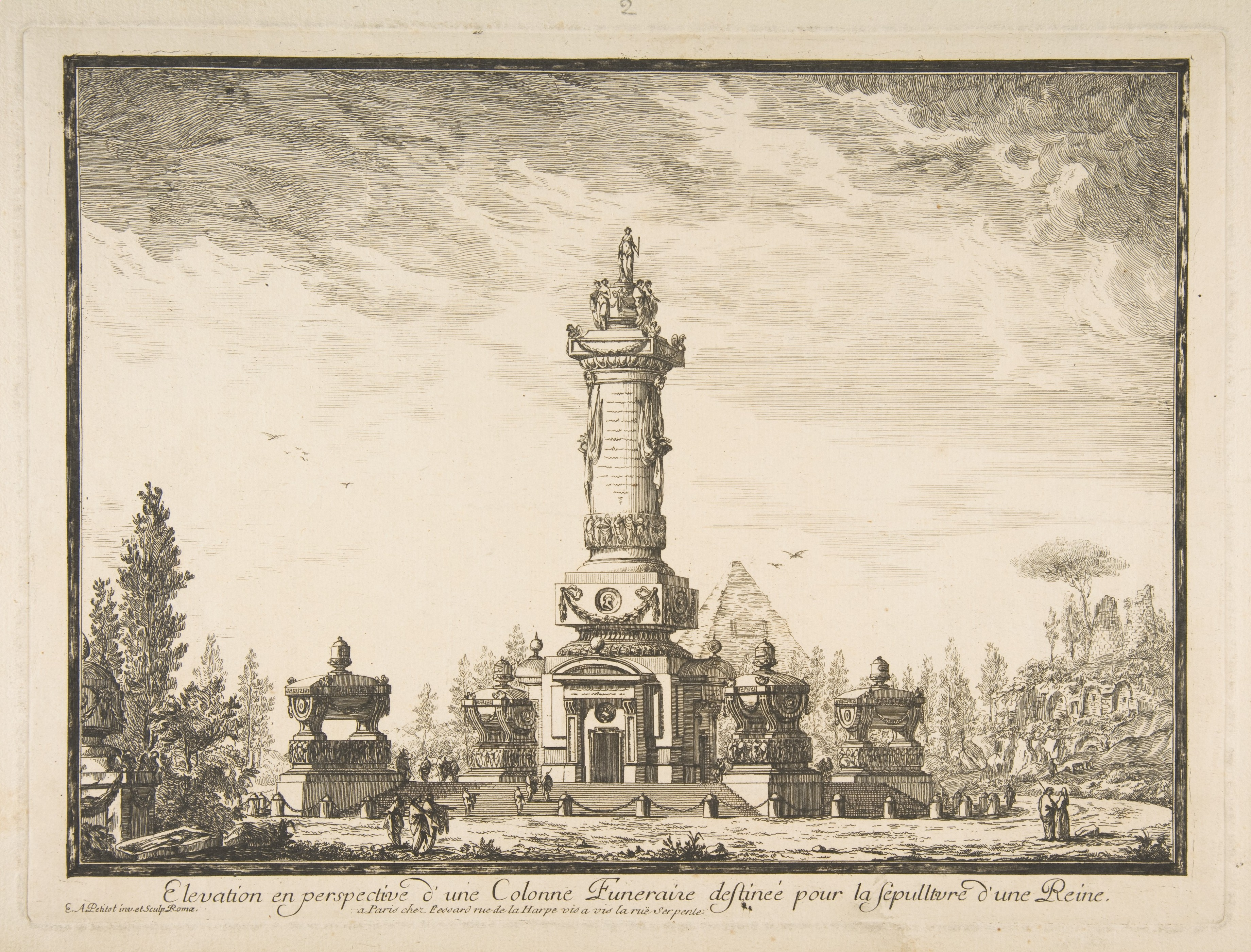
Perspektivische Ansicht einer Grabsäule für eine Königin

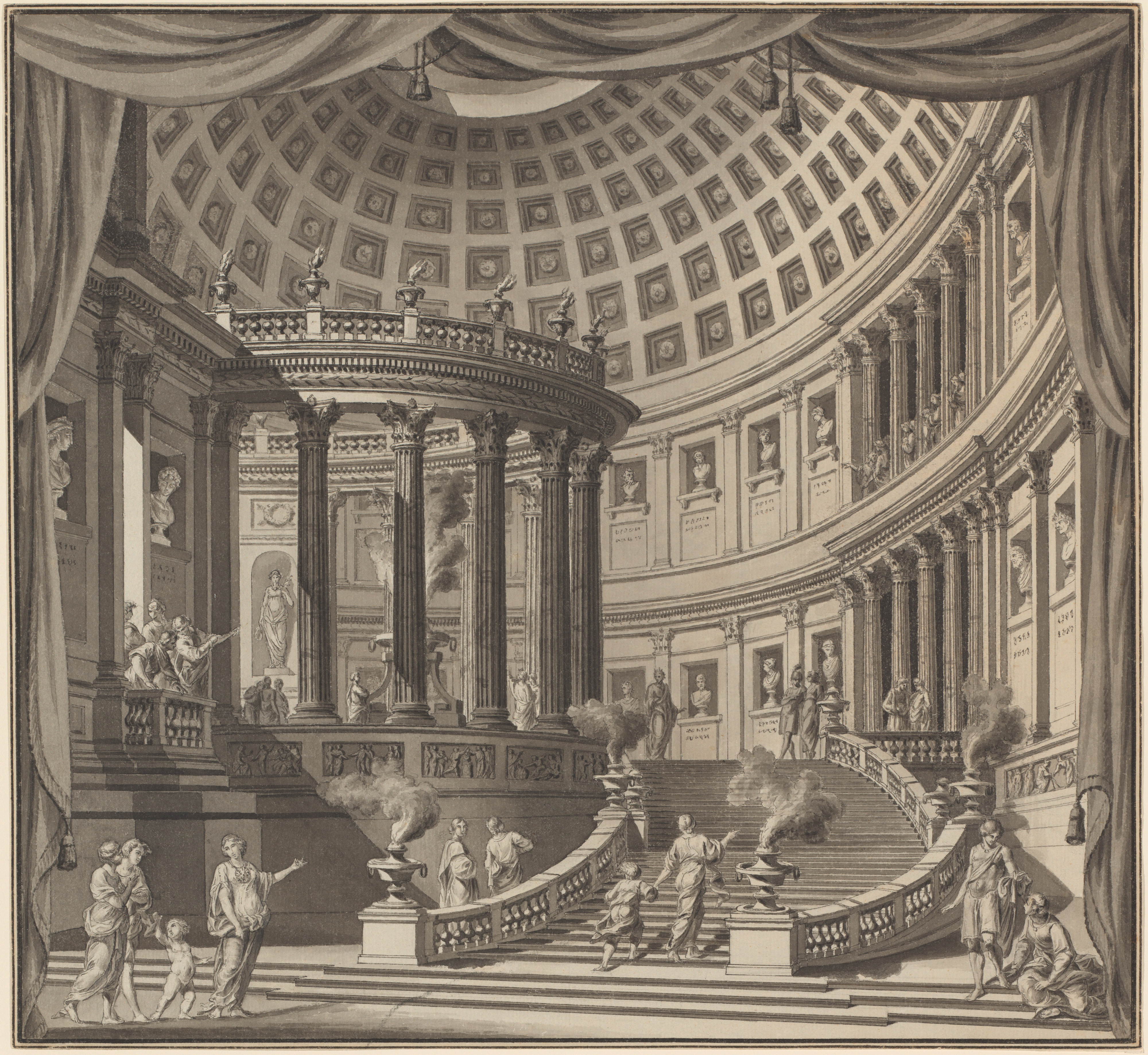
Entwurf für einen Bühnenvorhang

Im folgenden Jahr übersiedelte er nach Rom, um sich in den Jahren bis 1750 an der Académie de France und durch das Kopieren antiker und moderner Meister fortzubilden. Weiterhin übte er sich im architektonischen Entwurf und in der Architekturzeichnung, so entwarf er beispielsweise eine Grabsäule für eine Königin und eine Triumphbrücke. In dieser Zeit lernte er den Comte Joseph-Marie Vien und Giovanni Battista Piranesi kennen. Mit Vien kehrte er anschließend nach Paris zurück. Als Architekt dekorierte er dort einige Palais sowie die Kapelle der Familie d’Harcourt in der Kathedrale Notre-Dame. Auch entwarf er Vorlagen für Stiche in der Recueil d’Antiquités Egyptiennes, Etrusques, Grecques et Romaines des Antikensammlers und Autors Comte Anne-Claude-Philippe de Caylus (7 Bände, 1752–1767).
Letzterer machte ihn mit Guillaume Du Tillot bekannt, den Inspektor der Gebäude des Herzogtums Parma, ab 1759 Premierminister des Herzogtums. Du Tillot suchte einen Architekten für den Hof von Parma und bot Petitot ein Jahresgehalt von zwanzigtausend alten Parma-Lire an. Am 16. April 1753 reiste Petitot nach Italien ab. Auf Vorschlag Du Tillots ernannt ihn Herzog Philipp von Bourbon-Parma 1753 zum „Architetto delle Fabbriche ducali“. Dieser Titel eines Architekten der königlichen Paläste war verbunden mit dem Titel eines Militäringenieurs der herzoglichen Armee, später erklomm er dort den Rang eines Hauptmanns der Infanterie. Als parmesischer Hofarchitekt wohnte er fünfzehn Jahre im herzoglichen Palast. Am 4. Juni 1758 wurde ihm das Bürgerrecht von Parma verliehen.

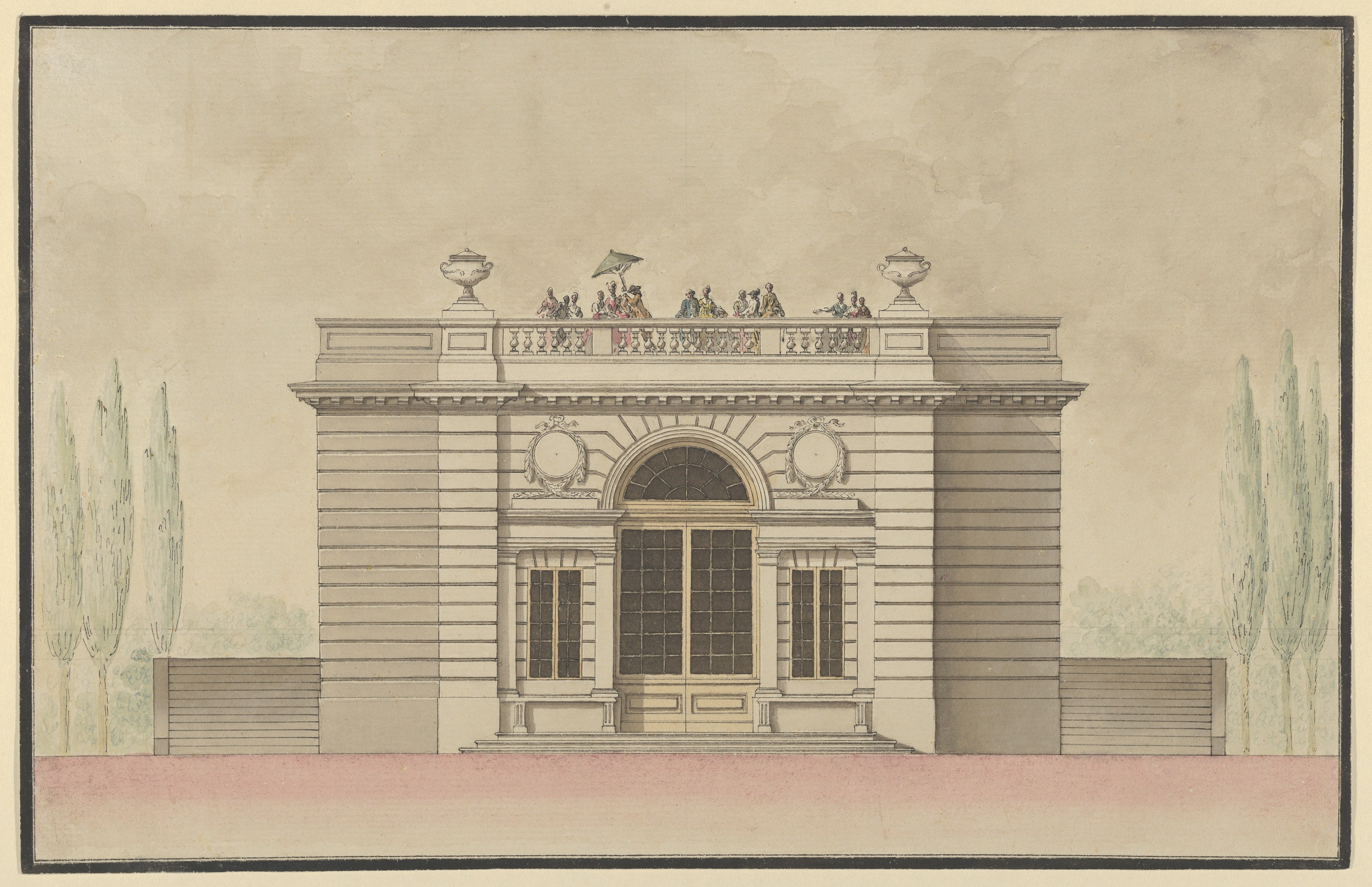
Casinetto Petitot

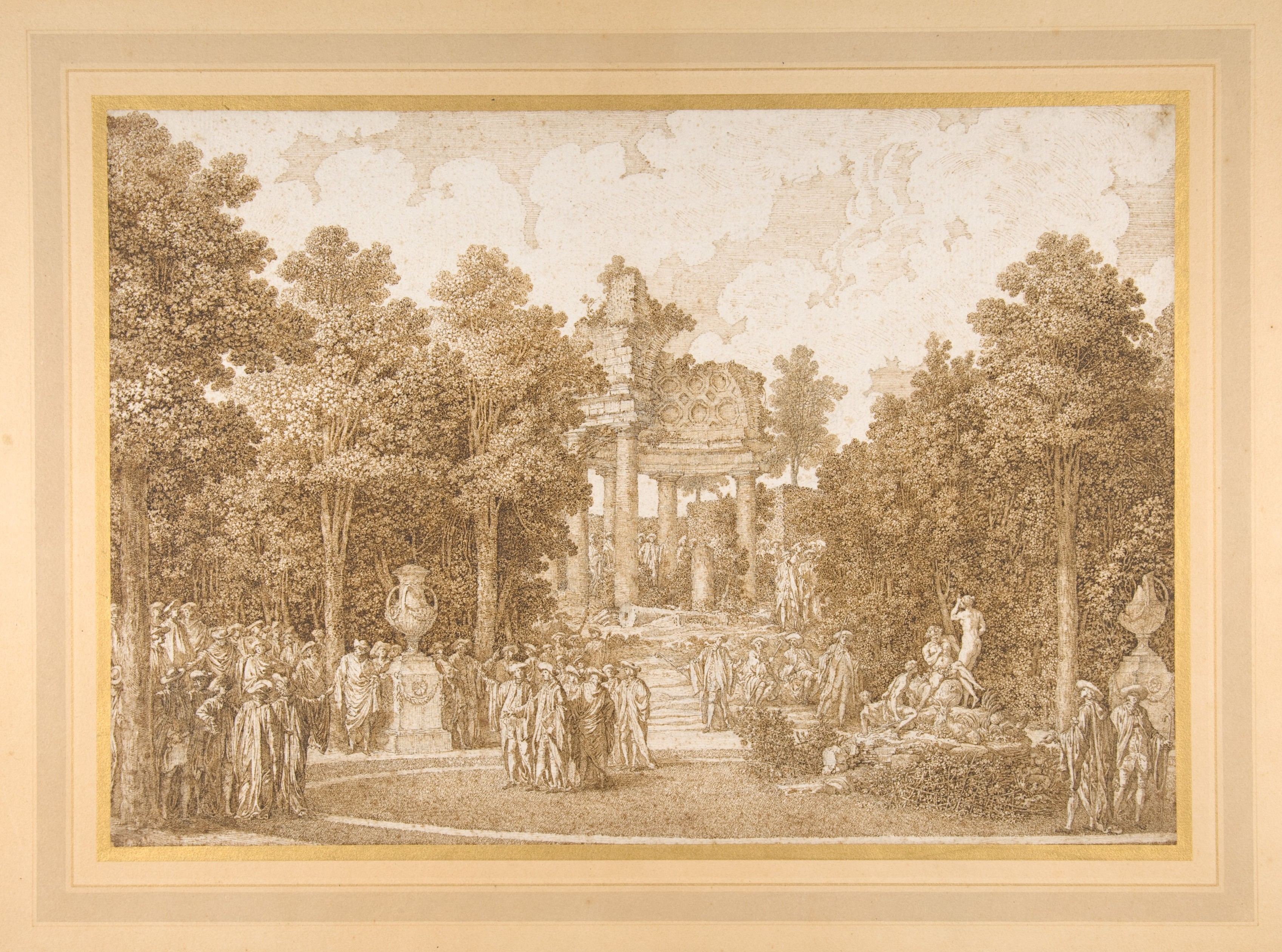
Ansicht des Arkadienhains im Herzoglichen Garten Parma – Das Bild zeigt im Zentrum den 1769 von Petitot als Künstliche Ruine erbauten Tempietto d’Arcadia.

Seine Bauprojekte machten ihn zum Architekten der frühklassizistischen Stadterneuerung Parmas. Dabei gestaltete er Paläste, Fassaden, Straßenzüge und Plätze sowie Gartenanlagen einschließlich Denkmäler und Architekturstaffagen. Zusätzlich nahm er Einfluss als Kunst-, Entwurfs- und Architekturlehrer. An der 1752 gegründeten Accademia di belle arti di Parma unterrichtete er mehrere Jahrzehnte. Zudem publizierte er seine Entwürfe und Lehren. So veröffentlichte er 1758 in Französisch und Italienisch die Schrift Raisonnement sur la perspective.
Als Hofarchitekt leitete er zunächst den Bau der Venaria Reale bei Colorno (1753–1756) und die Erneuerungsarbeiten an der herzoglichen Sommerresidenz, dem Palazzo Ducale in Colorno (Sala Grande, 1755; Treppenanlage zum Garten, 1757). Bei der Venaria griff Petitot auf Formelemente von Soufflots Plan des Hôtel Dieu in Lyon zurück. Gleichzeitig schuf er (nicht realisierte, von der Schlosskapelle Versailles inspirierte) Pläne für die Cappella Ducale di San Liborio in Colorno. Für Parma konzipierte er ab 1760 als Umbauten älterer Gebäude den Palazzo del Governatore, den Palazzo del Podestà und den Palazzo dei Ministeri. 1766 begann er den Bau eines neuen königlichen Palastes, ein Projekt, das später aufgegeben wurde, dessen Ansätze aber in Gestalt der Westfassade des Palazzo di Riserva erhalten sind. Petitot lieferte auch die frühklassizistischen Entwürfe des Bücherkorridors der Biblioteca Palatina (1766; ausgeführt 1769 von Jean-François Drugman), ferner baute er in Parma die Fassade von San Pietro (1761/1762). Ein großes Alleeprojekt des Herzogs, einen eleganten Boulevard nach dem Vorbild großer Hauptstädte, bereicherte er als point de vue mit dem Casinetto Petitot (1762–1766). Das andere Ende sollte die 1763 von ihm entworfene Bourbon-Säule zieren. Dieses Denkmal zerbrach jedoch beim Transport. Für den Hof kreierte er zahlreiche Festdekorationen. 1769 hatte er die Aufgabe, die Schauplätze und Kostüme für die Feierlichkeiten der Hochzeit des Herzogs Ferdinand von Bourbon-Parma mit Erzherzogin Maria Amalia von Österreich zu gestalten. Ab 1775 baute er das parmesische Jagdschloss Casino dei Boschi um. Für den Grafen Sanvitale erweiterte er die Villa La Vigna. Als letztes bekannteres Werk schuf er 1793 den Neubau der Orangerie im Botanischen Garten.

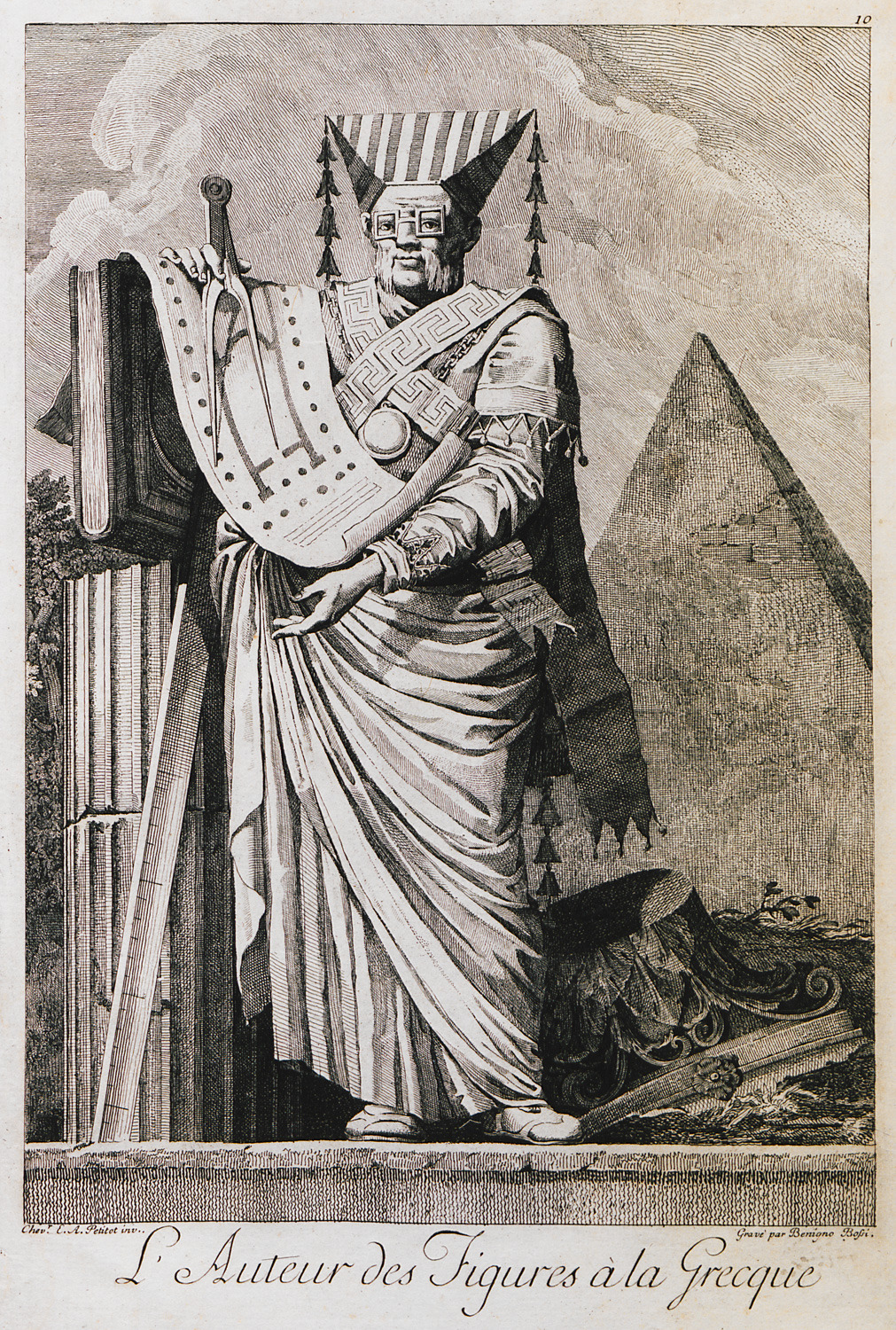
L’Auteur des Figures à la Greque – ironisches Selbstporträt als ägyptischer Hohepriester oder Baumeister des Pharaos in der Kupferstichfolge Mascarade à la Grecque, 1771

Als Premierminister Du Tillot in Ungnade gefallen war und er seine Stellung als Hofarchitekt aufgeben musste, bezog er 1771 in Marore, einem Dörfchen außerhalb Parmas, die Villa Petitot. In dieses Haus ließ er ein klassizistisches Theater einbauen, in dem bis 1791 die kleine Theatertruppe „Società Petitot“, zu der neben einigen Schauspielern auch Petitot selbst gehörte, privat auftrat. Als nach der Französischen Revolution sein frühklassizistischer Stil nicht mehr gefragt war, erhielt er kaum noch Aufträge. Im Jahr 1800 vermachte er seinen gesamten Besitz seinem Neffen Ennemond Alessandre Petitot de Mont-Louis (1760–1825), der sich als Architekt seinem Onkel früh angeschlossen hatte.
Petitot gilt als Wegbereiter des Klassizismus. Bedeutung erlangte er dabei vor allem durch seine einflussreichen Veröffentlichungen und sein Lehramt an der Akademie von Parma. Sinn für Komik bewies er in der von Benigno Bossi radierten Bilderfolge Mascarade à la Grecque (1771), worin er mittels karnevalesker Figuren und Figurinen, die antikisierende Architekturversatzstücke tragen, den goût grec, dem er selbst huldigte, parodierte. Schüler waren Giocondo Albertolli, Simone Cantoni, Pietro Cugini (1750–1821), Donnino Ferrari (1739–1817), Joseph Massotti (1766–1842) und Angelo Rasori (* 1702).
1760 ernannte ihn der König von Frankreich zum Ritter des Michaelsordens. 1761/1762 nahm ihn die Académie royale d’architecture in Paris als korrespondierendes Mitglied auf.

## Veröffentlichungen (Auswahl)

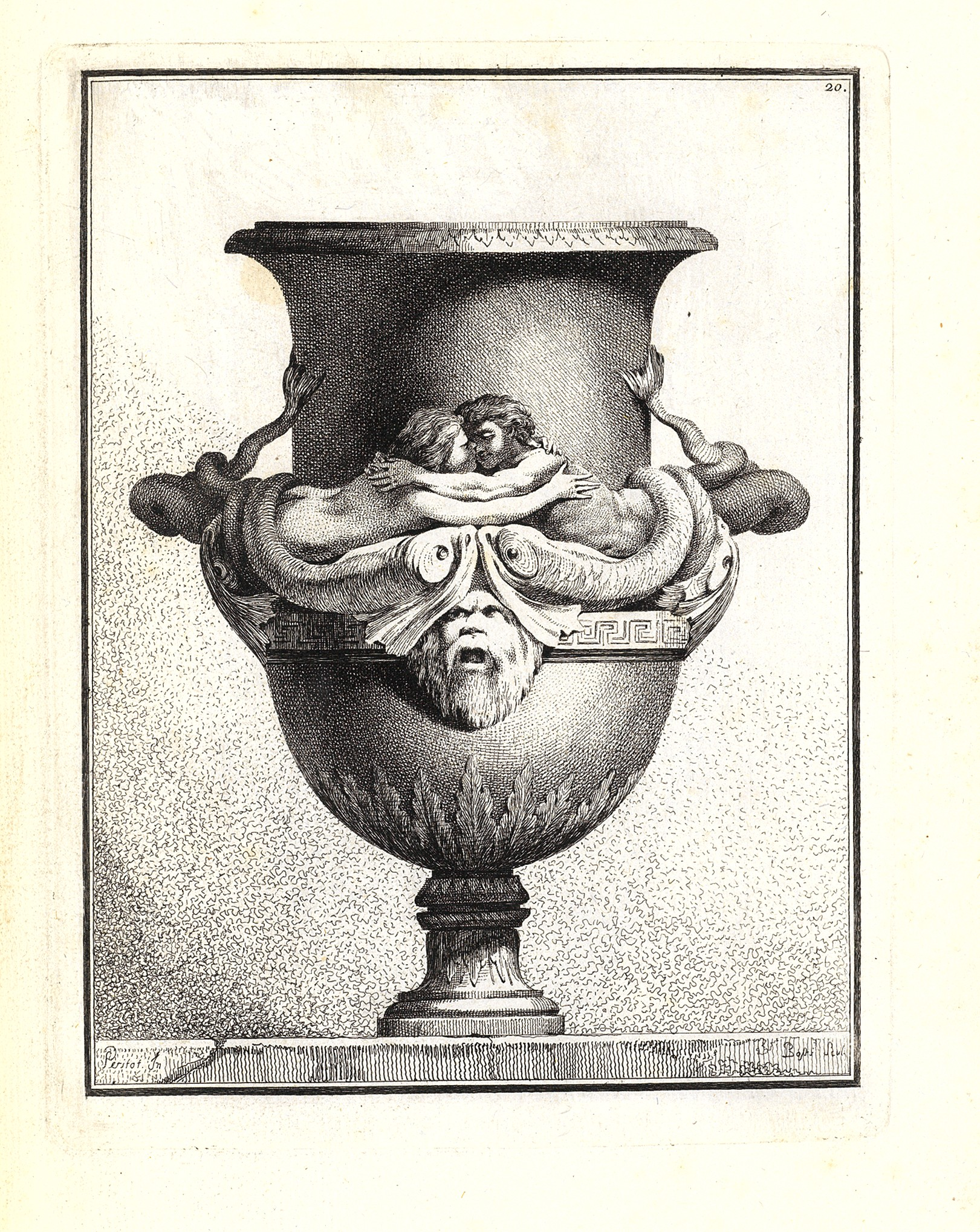
Blatt aus der Suite de Vases

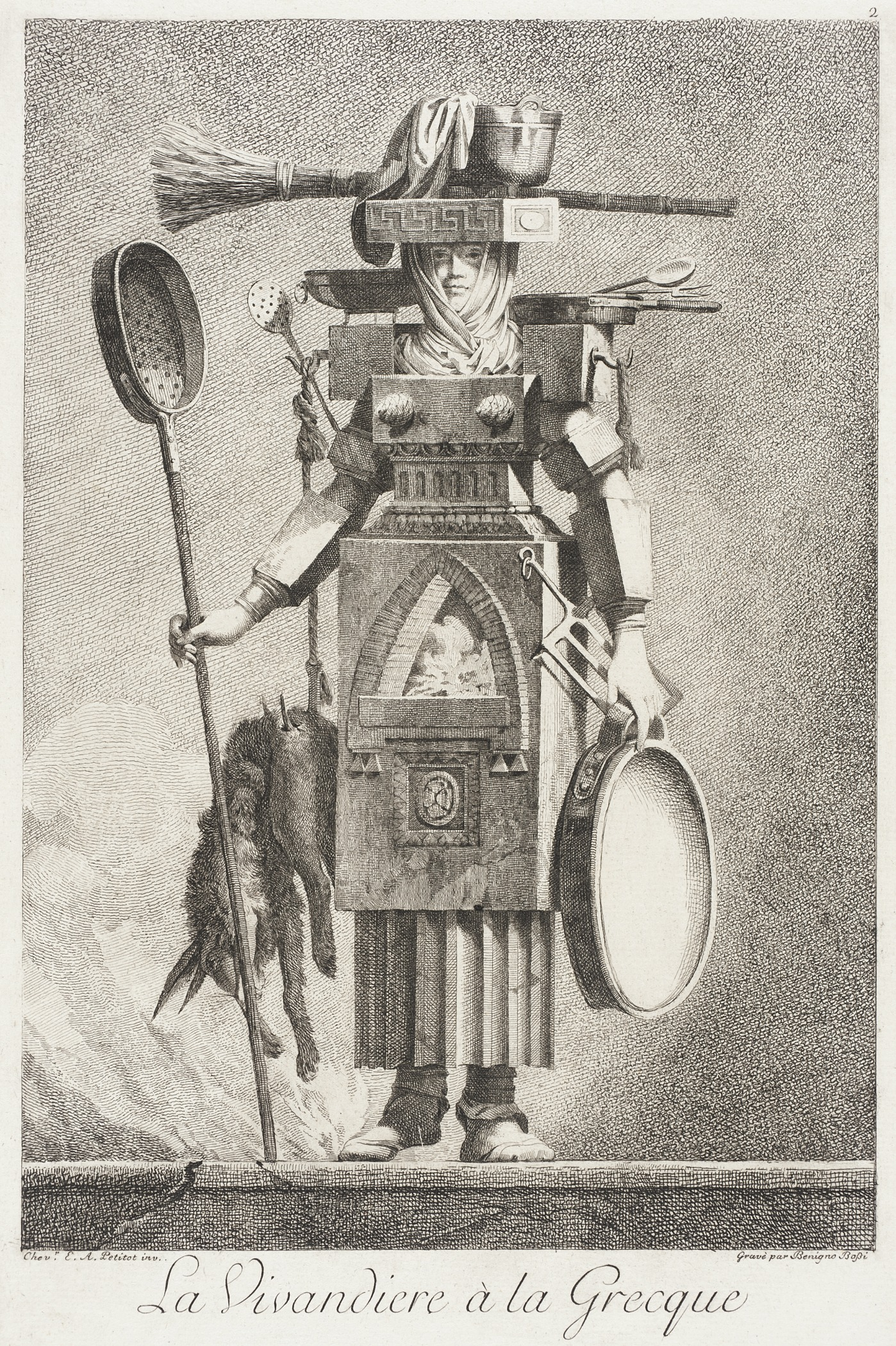
La Vivandiere à la Grecque – „Die Marketenderin im griechischen Stil“ – Blatt aus Petitots Serie Mascarade à la Grecque, 1771

- Raisonnement sur la perspective. Pour en faciliter l’usage aux artistes. Parma 1758 (Digitalisat).
- mit Benigno Bossi (Radierung): Suite de Vases. 31 Radierungen nach Entwürfen von Petitot, Parma, nach 1760, Auflage 1764 (33 Drucke, Digitalisat), letzte Auflage 1765.
- Descrizione delle feste celebrate in Parma l’anno MDCCLXIX. Per le auguste nozze di sua altezza reale l’infante Don Ferdinando colla reale arciduchessa Maria Amalia. Parma [1769].
- Ansicht eines Triumphtors, 1 Blatt, Parma 1769.
- mit Benigno Bossi (Radierung): Mascarade à la Grecque. 12 Radierungen nach Vorlagen von Petitot, Parma 1771.